# Rosa de Falastín Mustafá Ávila
Rosa de Falastín Mustafá Ávila (València, 13 de setembre de 1973) és una psicòloga i política valenciana, diputada a les Corts Valencianes en la VIII, IX i X legislatures.

## Biografia
De pare palestí i mare valenciana, és llicenciada en psicologia, especialista en  clínica i recursos humans. Va treballar a l'Agència Valenciana de Turisme/ Turisme Comunitat Valenciana durant més de dos dècades. Destacada feminista i membre de la Comunitat Palestina de València, ha donat suport a la Flotilla de la Llibertat de Gaza que denuncià la situació de bloqueig de Gaza i a iniciatives de solidaritat amb el poble palestí impulsades per BDS País Valencià.
Militant del PSPV-PSOE, de 2008 a 2012 fou secretària d'Igualtat Provincial d'Alacant i secretària de Moviments Socials de l'Executiva Nacional del PSPV-PSOE des de 2012. El setembre de 2014 substituí en el seu escó Ángel Luna González, elegit diputat a les eleccions a les Corts Valencianes de 2011, que havia estat nomenat adjunt al Síndic de Greuges. Fou secretària de la Comissió d'Indústria i Comerç, Turisme i Noves Tecnologies de les Corts Valencianes.
Fou escollida diputada novament a les eleccions a les Corts Valencianes de 2015 en substitució d'Antonio Torres Salvador.
Al 2019 va tornar a ser escollida diputada per la circumscripció d’Alacant a les eleccions a Corts Valencianes.
Actualment exerceix com a orientadora educativa en centres de la conselleria d’educació.